# Wiesław Karpusiewicz

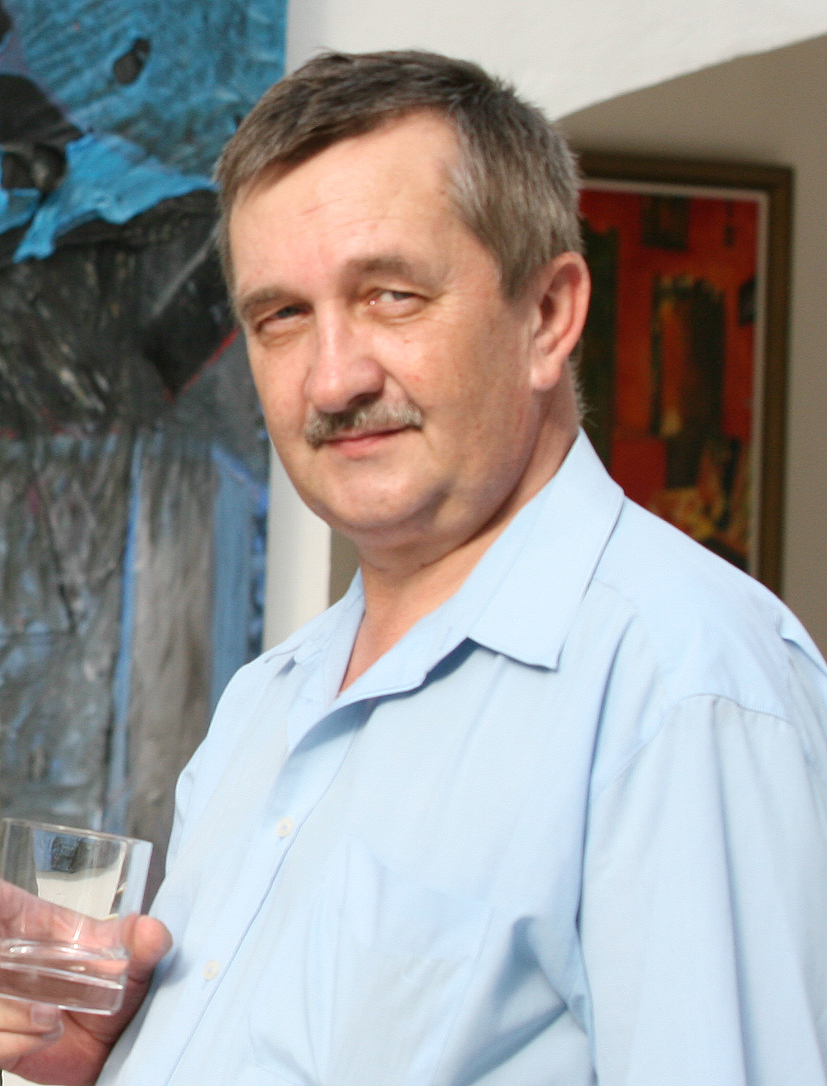
Wiesław Karpusiewicz

Wiesław Karpusiewicz (ur. 23 lutego 1951 w Sopocie) – artysta fotografik, grafik. Jest redaktorem naczelnym i prezesem Wydawnictwa WM w Bydgoszczy. Zajmuje się problemami standaryzacji kolorów i metod obrazowania w procesie druku i mediów elektronicznych oraz kompleksowym przygotowaniem publikacji do druku. Jako artysta grafik tworzy edytorskie opracowania graficzne. Autor ponad dwustu projektów książek, albumów i kalendarzy. Jest producentem, reżyserem i operatorem filmów z zakresu stosowania nowoczesnych technologii i technik operacyjnych w medycynie. Współpracuje ze znanymi polskimi i międzynarodowymi koncernami farmaceutycznymi i medycznymi. Od 2005 roku jest współwydawcą i redaktorem biuletynu Polskiego Towarzystwa Urologicznego - Oddziału Północno-Zachodniego, w którym opisuje naukowe osiągnięcia członków towarzystwa, prowadzi rozmowy z chirurgami - urologami, przedstawiając problemy środowiska. Publikuje, felietony w literacko-artystycznym kwartalniku Temat, którego jest współredaktorem. W latach 1987–2003 zajmował się politycznymi aspektami obronności relacjonując na łamach prasy posiedzenia sejmowej Komisji Obrony Narodowej, publikował w tygodniku „Piaski”. , „Wiarus”, „Wprost”.
Do roku 2005 był zaangażowany w działalność Polskiego Stowarzyszenia Edukacji Plastycznej w Bydgoszczy. Był współzałożycielem i członkiem zarządu (2005-2009) Bydgoskiego Stowarzyszenia Artystycznego integrującego twórców literatury, muzyki, sztuk wizualnych i innych formy działalności artystycznej, promującego artystów bydgoskich i regionu kujawsko-pomorskiego. W październiku 2010 r. został wybrany prezesem stowarzyszenia. Brał udział w warsztatach artystycznych prowadzonych dla osadzonych w zakładach penitencjarnych na terenie województwa kujawsko-pomorskiego. Uczestniczył w realizacji i promocji Ogólnopolskiego Konkursu Twórczości Więziennej w Bydgoszczy. Współpracował z Kujawsko-Pomorskim Centrum Edukacji Ekologicznej.
Powołany przez Prezydenta Bydgoszczy, jako przedstawiciel Obywatelskiej Rady Kultury w skład zespołu zajmującego się opracowaniem "Obywatelskiej strategii rozwoju kultury - Masterplan dla kultury Bydgoszczy na lata 2013-2020". Dokument został ostatecznie uchwalony przez Radę Miasta Bydgoszczy we wrześniu 2013 r. stając się podstawą do opracowania polityki miasta w dziedzinie kultury.
Prezentował swoje grafiki i fotografie w organizowanym przez Bydgoskie Stowarzyszenie Artystyczne Festiwalu Sztuki „Rejs” (2003-2009). Brał udział w przedsięwzięciu artystycznym „Ars Habitat” (2003, 2004) oraz w interdyscyplinarnych spotkaniach literatów, poetów i artystów plastyków „Port Poetycki” w Bydgoszczy (2004, 2005).
Eksponował swe prace na wystawach indywidualnych: „Pluralis Modestiae” Galeria Promocja Centrum Onkologii w Bydgoszczy (2005), „Fotograficzne formy użytkowe” Galeria Miejska w Inowrocławiu (2006), „Fotografia” Galeria Uniwersytecka Student Pub (2007), Mistyka światła – pragmatyka rzeczywistości Toruń (2008), „Inowrocławskie inspiracje” Galeria Ratuszowa Inowrocław (2009).
Uczestniczył w kilkudziesięciu wystawach zbiorowych m.in. w Bydgoszczy (2004-2008, 2011), Lubostroniu (2007-2010), Grucznie (2007), Ostromecku, Inowrocławiu (2010), Toruniu (2008), Warszawie (2011) oraz na Litwie w Wilnie (2003). Jest autorem filmów autorskich i dokumentalnych poświęconych twórczości bydgoskiego środowiska artystycznego.

## Odznaczenia
- Brązowy Krzyż Zasługi
- Srebrny Krzyż Zasługi
- Zasłużonemu – Srebrne Odznaczenie Ministra Sprawiedliwości